# Brauerei Weimar-Ehringsdorf
Die Brauerei Weimar-Ehringsdorf GmbH ist eine mittelständische Bierbrauerei. Sie gehört seit 2000 zur Rosenbrauerei Pößneck. Der Unternehmenssitz ist seit 170 Jahren in Ehringsdorf, einem jetzigen Stadtteil von Weimar, in Thüringen. Mit rund 10 Mitarbeitern werden Bier und Biermischgetränke gebraut. Hauptabsatzgebiete sind in Thüringen der Ilm-Kreis, der Landkreis Weimarer Land, Weimar und Jena.

## Vorgeschichte zum Rittergut Heydenreich und dem Brauwesen in Ehringsdorf
1329 wird erstmals ein Heinrich von Iringsdorf erwähnt. Eine Vermutung ist, dass aus dem „alten Edelsitz“ das spätere Rittergut Ehringsdorf entstand. Im Jahr 1619 erließ die Landesregierung eine Brauordnung, welche um 1620 und 1645 erneut bestätigt wird. Aus den Akten im Archiv lässt sich herauslesen, dass es am 20. April 1640 ein Rittergut mit grundherrschaftlichen Bauern auch in Ehringsdorf gegeben hatte. Ein weiter Fakt ist, dass das Ehringsdorfer Rittergut über drei Fronhöfe verfügte.
1684 wurde zur Verbesserung des Brauwesens eine neue Brauordnung erlassen. 1806 verpachtete man die „Bierschankgerechtigkeit“ (später der „Beizapfen“ genannt) an den Gastwirt Wörnler zu Heringsdorf. 1826 kaufte Carl Johann Christian Wilhelm Heydenreich (1795–1840) das Rittergut in Oberweimar und blieb weiter Großherzogl. Sächsischer Brau-Inspektor für die Kammergutsbrauereien Oberweimar und Lützendorf. 1828 wurde der Gemeinde Ehringsdorf die Erlaubnis erteilt, eine zweite Gastwirtschaft, den „Zapfenwirt“, zuzulassen. In einer zeitgenössischen Quelle wird diese Genehmigung so bewertet: „Dies leistete der Trunksucht willkommenen Vorschub und zerrüttete den Wohlstand vieler Familien.“
Nachdem die Gemeinde Ehringsdorf an die Großherzogliche Landesdirektion ein Gesuch zur Prozessführung gegen den hiesigen Rittergutsbesitzer Rose „wegen verweigerter Loszahlung“ gerichtet hatte, erhielt diese am 15. Oktober 1831 von der Weimarer Regierungsbehörde, unterzeichnet von einem Herrn Schwindler, einen abschlägigen Bescheid, die „Genehmigung zur Prozeßführung gegen den Rittergutsbesitzer Rose“ betreffend.
Im Juli 1836 kaufte Carl Heydenreich (Besitzer des Ritterguts in Oberweimar und Brau-Inspektor) das kleine Ehringsdorfer Rittergut. Dazu kam später die Ziegelei mit 150 Morgen. 1839 kaufte Carl Heydenreich noch von Herrn Findeisen die einfache kleine Brauerei, die bis dahin mit den einfachsten Mitteln betrieben wurde, und starb bereits im Alter von 45 Jahren im Dezember 1840. 
Bernhard Richard Heydenreich, der spätere Landkammerrat, erwarb das Rittergut Ehringsdorf von den Erben am 4. Juli 1856. 1860 heiratete er Marie Vent aus Weimar, die Tochter des dortigen Hofrats Johann Karl Christian Vent. Sein zweiter Sohn Paul Heinrich Karl Franz bewirtschaftete das Gut von 1892 an.
Die dem Rittergut angegliederte „Einfachbierbrauerei“ wurde besonders in den 1870er Jahren immer größer. In den Jahren 1871–1883 wurde die Brauerei durch Richard Heydenreich in einem ausgedienten Travertinsteinbruch am Hainweg neu gebaut. Später, unter der Leitung von Braumeister Pöhlmann, erreichte sie einen beachtlichen Jahresumsatz von 40.000 Hektolitern. Paul Heydenreich starb im 48. Lebensjahr im Mai 1912, sein Vater, der Landkammerrat Richard Heydenreich, im Mai 1913. Der einzige Sohn Paul Heydenreichs, Wilhelm, musste im Ersten Weltkrieg „ins Feld ziehen“, 1919 kehrte er nach Ehringsdorf zurück und trat sofort in die Firma ein, die bis dahin von Elisabeth Heydenreich, geb. Turm, mit den Herren Heubach und Müller geführt worden war. Neben dem umfangreichen Maschinenpark für landwirtschaftliche Geräte gab es hier 60 Zugpferde, die auch zum Teil für Dienste bei der Ehringsdorfer Feuerwehr (Gespanndienst zum Ziehen der Feuerspritze) eingesetzt wurden, sowie rund 100 Milchkühe. Die Nutzung der 278 Hektar großen landwirtschaftlichen Nutzfläche erfolgte nach der so genannten Vierfelderwirtschaft. Außerdem wurde Braugerste für die eigene Mälzerei angebaut und Rübensamen vermehrt (Saatzucht).

## Geschichte der Brauerei

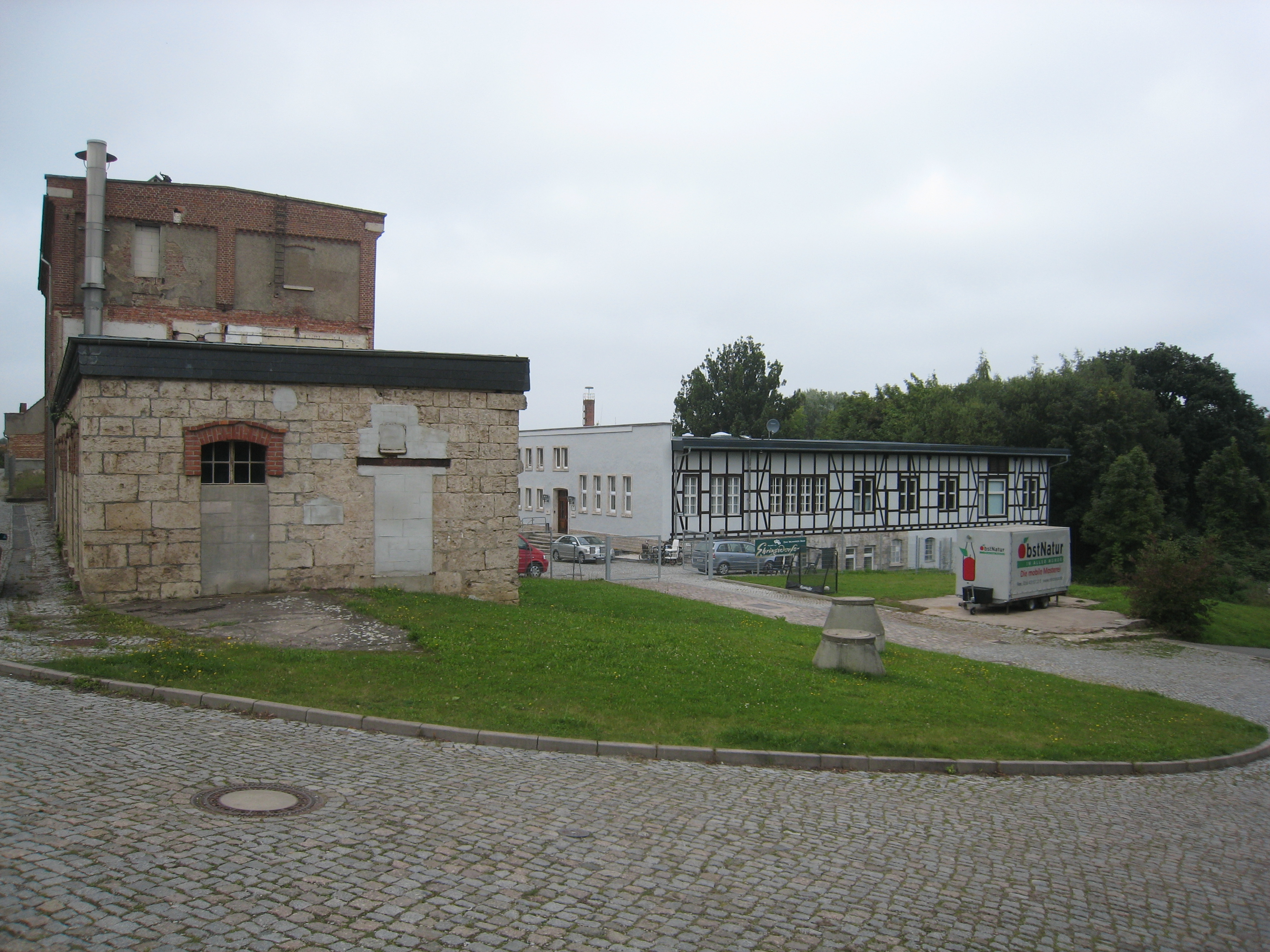
Südliche Ansicht des Brauereigeländes, 2021

Von 1879 bis 1885 war Herr Limpert in Ehringsdorf Braumeister, nach ihm war Braumeister Steinle bis 1902 angestellt. Dieser wurde von Braumeister Pölmann abgelöst, der später beim Abbruch des alten Sudhauses verunglückte. 1886–1888 wurde mit dem Bau der neuen Lagerkeller in der Brauerei begonnen. Ausgeführt wurden die Arbeiten von den Maurerpolieren Kämpfe (Steinbrüche) und Lisker (Oberweimar). Dieselben erhielten für ihre Arbeit je 18.000 Reichsmark. Der darüber liegende Gärkeller wurde 1888 fertig und sofort in Betrieb genommen.
1890–1891 erfolgte in Ehringsdorf der Neubau der Brauerei, das Sudhaus, das Maschinenhaus, das Kesselhaus und die 40 Meter hohe Esse wurden erneuert. Am 1. Oktober 1891 wurde mit dem Kochen begonnen und am 1. Dezember das erste Bier davon aus der Abteilung IV ausgeliefert. In dieser Zeit wurden die neuen Wohnräume für das Brauerpersonal bezogen. 1895 erhielt die Ehringsdorfer Brauerei eine MAN-Dampfmaschine.
Um 1900 ließ Richard Heydenreich für seine Brauerei Eiskellergebäude oberhalb des Hainwegs sowie am Teichgelände errichten. Auch das etwas erhöht errichtete neue Wohngebäude Rosenhaus am Hainweg 6 entstand in dieser Zeit. Die Familie Heydenreich besaß in Weimar fünf eigenen Gaststätten und drei Hotels – unter ihnen das „Hohenzollern“ in der Brennerstraße. 1912 wurde im Ehringsdorfer Rittergut ein Maschinenschuppen errichtet.
1933 wurde das neue Sudwerk der Ehringsdorfer Brauerei in Betrieb genommen. Kurz nach dem Zweiten Weltkrieg, im Jahre 1946, wurde das Rittergut Ehringsdorf im Zuge der Bodenreform enteignet, weil es 278 Hektar Boden und damit mehr als die 100-Hektar-Grenze besaß. Die Thüringer Konsumgenossenschaft übernahm 1947 die Brauerei in Ehringsdorf.
Im Jahr 1955 entstand aus der ehemaligen Brauerei Richard Heydenreich die Konsumbrauerei Weimar-Ehringsdorf. Diese war in der gesamten Zeit der ehemaligen DDR neben der Stadtbrauerei Weimar für die Produktion von Bier in Weimar zuständig.
1990 wurde sie zur Weimarer Brauerei. 1998, nachdem die Weimarer Privatbrauerei seit 1995 de facto nicht mehr betrieben worden war, ersteigerte die Rosenbrauerei Pößneck das Betriebsgelände der insolvent gegangenen Weimarer Privatbrauerei. Am 29. November 2000 kam es zur Zwangsversteigerung der Wirtschaftsgebäude der Brauerei, den Zuschlag erhielt auch hier die Rosenbrauerei aus Pößneck. Nach Investitionen in Höhe von 1,3 Millionen Euro wird seit 2003 am Standort Ehringsdorf wieder Bier gebraut.
Nach 22 Jahren wurde im Frühjahr 2025 die Produktion von Ehringsdorfer aus wirtschaftlichen Gründen nach Pößneck verlagert.

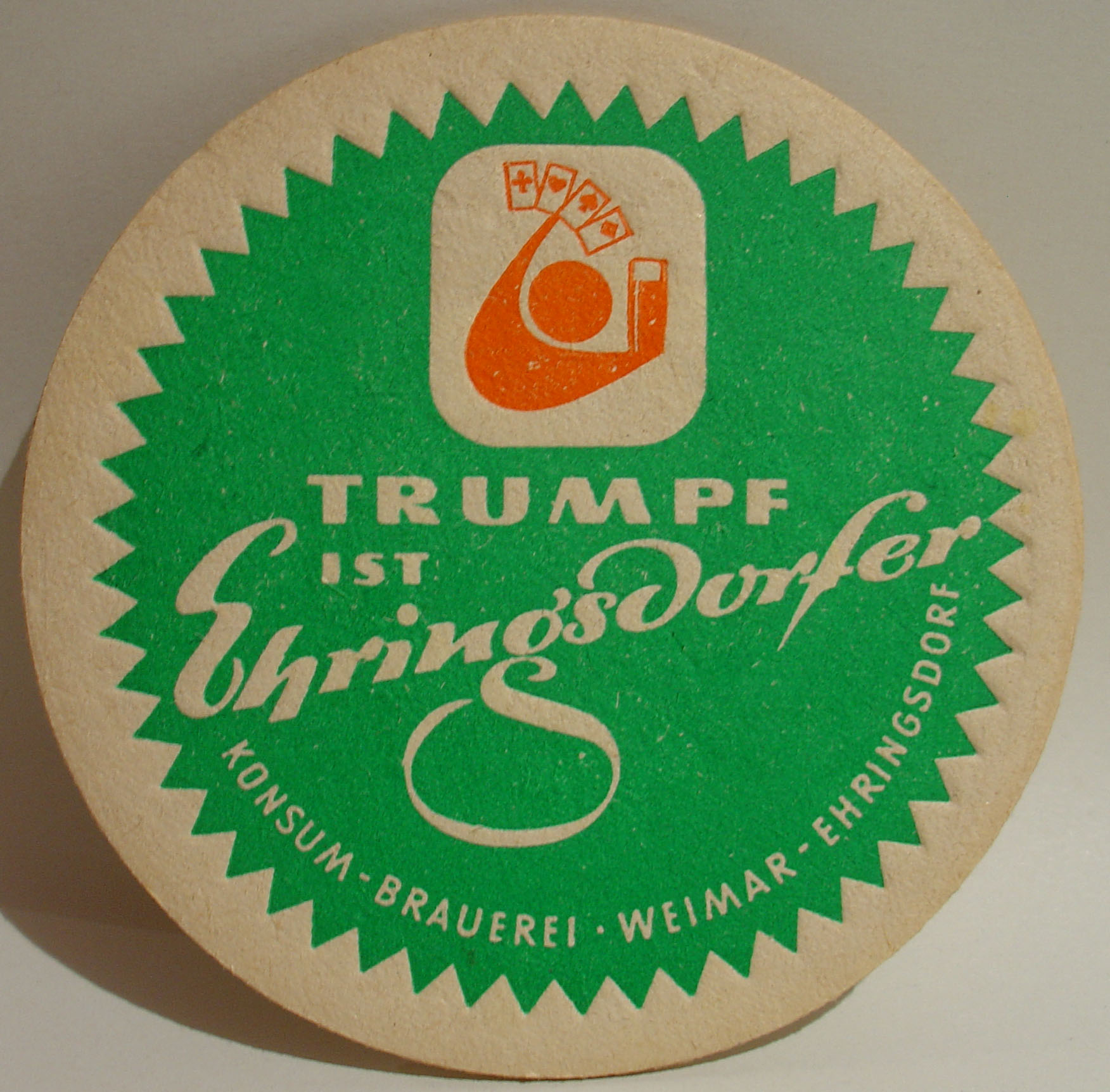
Bierdeckel der Brauerei (DDR)
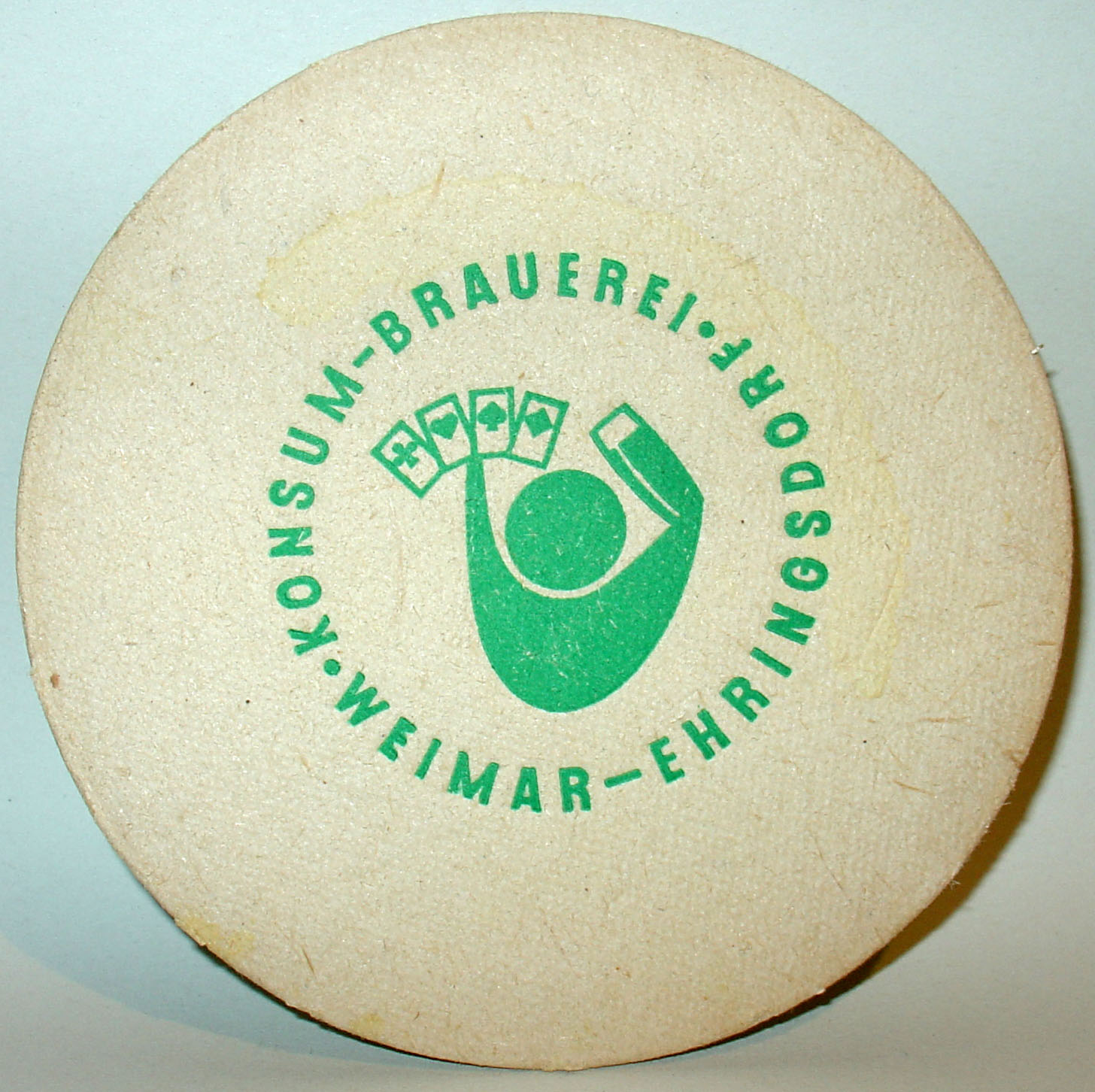
Rückseite Bierdeckel (DDR)

## Varia
- Das Jubiläum 100 Jahre Bauhaus nahm 2019 die Brauerei Weimar-Ehringsdorf im Frühjahr zum Anlass für fünf kurzzeitig verwendete, komplett Bauhaus-gerecht gestaltete Etiketten für ihre Biermarke Ehringsdorfer Urbräu: Ausgehend vom Wortspiel Bauhaus – Brauhaus schuf eine Werbeagentur fünf Texte für die Vorderseiten-Etiketten und ein einheitliches Rückseiten-Etikett unter dem Motto 100 jahre brauhaus (= Originalschreibweise). Pro Kasten Bier trug nur jeweils eine Flasche eines der Sonder-Etiketten, versehen mit rotem Kronkorken. Die fünf Etikettentexte lauten (in Originalschreibweise): 100 jahre bauhaus – 179 jahre brauhaus. / das brauhaus kommt aus weimar. / einheit von handwerk und kunst – das brauhaus. / meister, gesellen, lehrlinge – das brauhaus. / unser spiel, unser fest, unsere arbeit – feiern mit dem brauhaus.[3][4]
- Die im Zusammenhang mit der Brauerei angelegten Brauereiteiche Ehringsdorf sind ein Landschaftsschutzgebiet.